# Mehetia

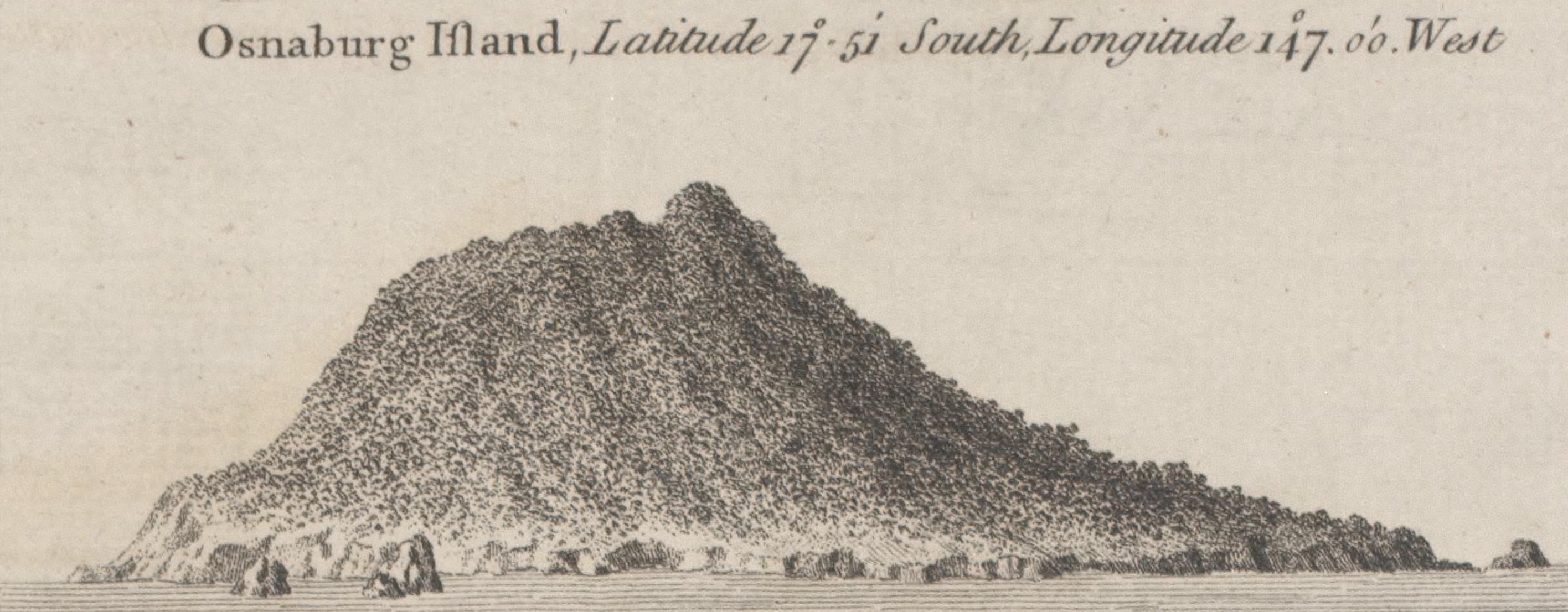
Osnaburg Island

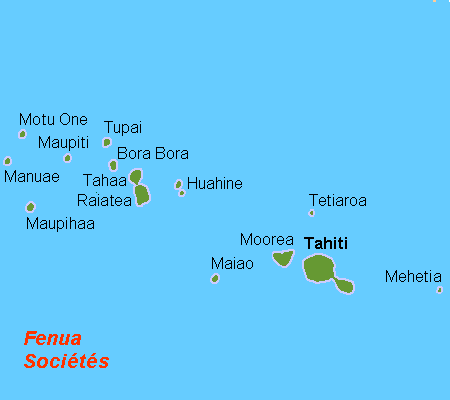
Översiktskarta

Mehetia (franska île Mehetia, tidigare Meetia eller Meketia) är en ö i Franska Polynesien i Stilla havet. Tidigare namngiven Osnaburg Island.

## Geografi
Mehetia ligger i ögruppen Sällskapsöarna och ligger ca 100 km öster om Tahiti.
Ön har en area om ca 2,3 km² och är obebodd. Den är svår att nå då den saknar lämplig anakrplats.
Högsta höjden är den utslocknade vulkanen Mont Fareura med ca 435 m ö.h. och ön ligger runt den ca 150 m breda och ca 80 m djupa kratern.

## Historia
Mehetia beboddes troligen av polynesier redan på 900-talet. Ön upptäcktes av brittiske Samuel Wallis 1767 och utforskades lite av Louis Antoine de Bougainville året därpå.
Ön beboddes som mest av ca 1.500 invånare i början på 1800-talet men befolkningen deporterades 1806 av pirater från Anaa.
1903 införlivades ön tillsammans med övriga öar inom Franska Polynesien i det nyskapade Établissements Français de l'Océanie (Franska Oceanien).